# Lill-Huvudtjärnen
Lill-Huvudtjärnen är en sjö i Örnsköldsviks kommun i Ångermanland och ingår i Moälvens huvudavrinningsområde.